# Тонкоклювая кайра
Тонкоклювая кайра, или длинноклювая кайра (лат. Uria aalge) — один из двух видов морских птиц рода кайр семейства чистиковых (Alcidae).

## Внешний вид
Величина тонкоклювой кайры, составляющая от 38 до 46 см, сопоставима с величиной кряквы, однако её клюв более тонкий и острый. Размах крыльев у взрослых особей составляет от 61 до 73 см, вес в среднем 1 кг. Летом оперение на голове, спине, хвосте, на верхней стороне и кончиках крыльев у обоих полов коричнево-чёрное. Живот и большая часть нижней стороны тела — белые. Зимой белый цвет приобретают подбородок и район за глазами. В полёте клюв и серо-чёрные лапки чётко отличимы от туловища. Нередко встречаются птицы с белым кругом вокруг глаз, от которого до середины головы тянется белая полоска. Их называют очковыми кайрами. Это не отдельный вид или подвид, а лишь одна из цветовых вариаций тонкоклювой кайры.

## Распространение

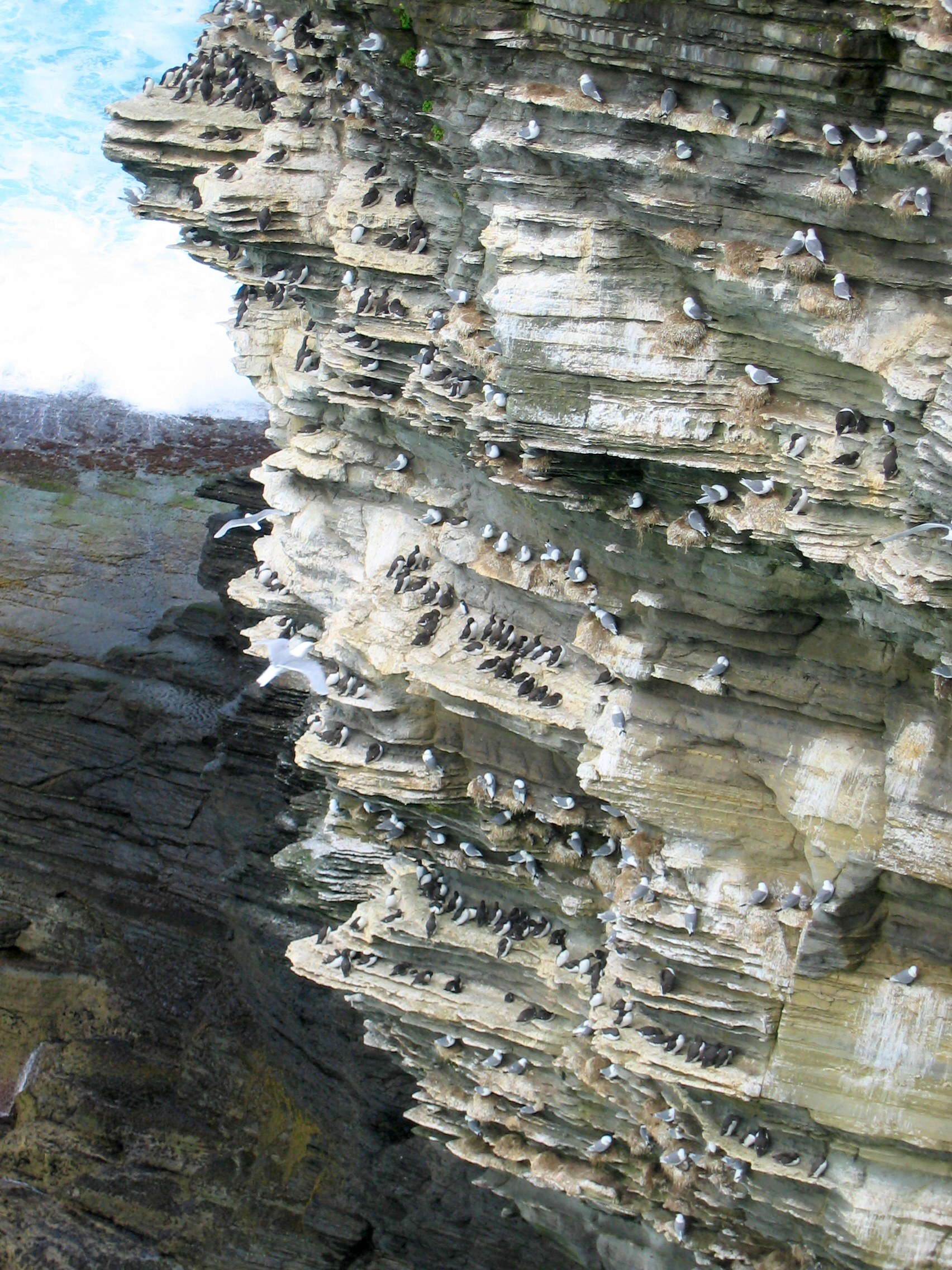
Колония тонкоклювых кайр

Ареал гнездования этих птиц, активных в дневное и вечернее время, простирается вдоль северных берегов Атлантического и Тихого океана, а также вдоль арктических побережий. Особенностью этого вида является «заострённая» форма яиц. Она предохраняет яйцо от выпадания из гнезда, так как тонкоклювые кайры как правило строят их на крутых утёсах.

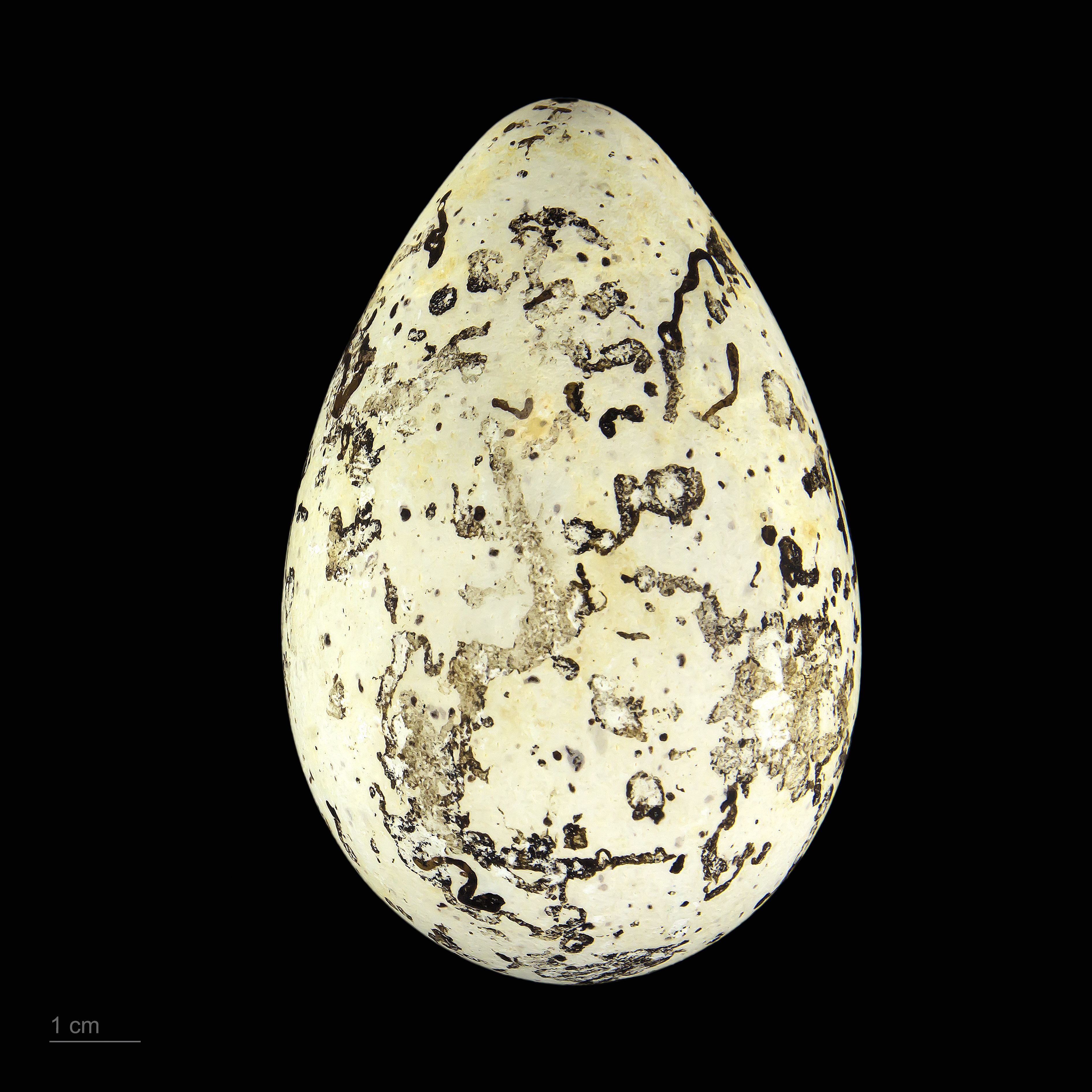
яйцо Uria aalge aalge - Тулузский музеум

Различают пять подвидов тонкоклювых кайр:
- Uria aalge aalge, гнездится в восточной части Северной Америки, в Гренландии, Исландии, Шотландии, на юге Норвегии и в Балтийском море.
- Uria aalge albionis, гнездится в Великобритании, Ирландии, Бретани, Португалии и в северо-западной Испании.
- Uria aalge californica, гнездится на западном побережье Северной Америки от штата Вашингтон до Калифорнии.
- Uria aalge hyperborea, гнездится на Шпицбергене, на севере Норвегии и на северном побережье России до Новой Земли.
- Uria aalge inornata, гнездится в Северной Корее, на Дальнем востоке России, на Алеутских островах, Аляске и в Британской Колумбии.

## Питание
Тонкоклювая кайра питается главным образом рыбой, встречающейся в косяках у поверхности воды, такой как атлантическая сельдь, европейский шпрот и треска. В арктических водах в летние месяцы в их пищу входят также в значительной степени ракообразные. Отдельная особь может есть по 32 г в день. Часто этих птиц можно увидеть с рыбой в клюве.

## Поведение
Помимо колониального образа жизни тонкоклювые кайры отличаются тем, что отлично ныряют с помощью своих крыльев. Эти птицы уже наблюдались на глубине 180 м. В своих колониях тонкоклювые кайры толерируют и других морских птиц. В пик периода гнездования на одном квадратном метре могут уживаться до 20 пар.

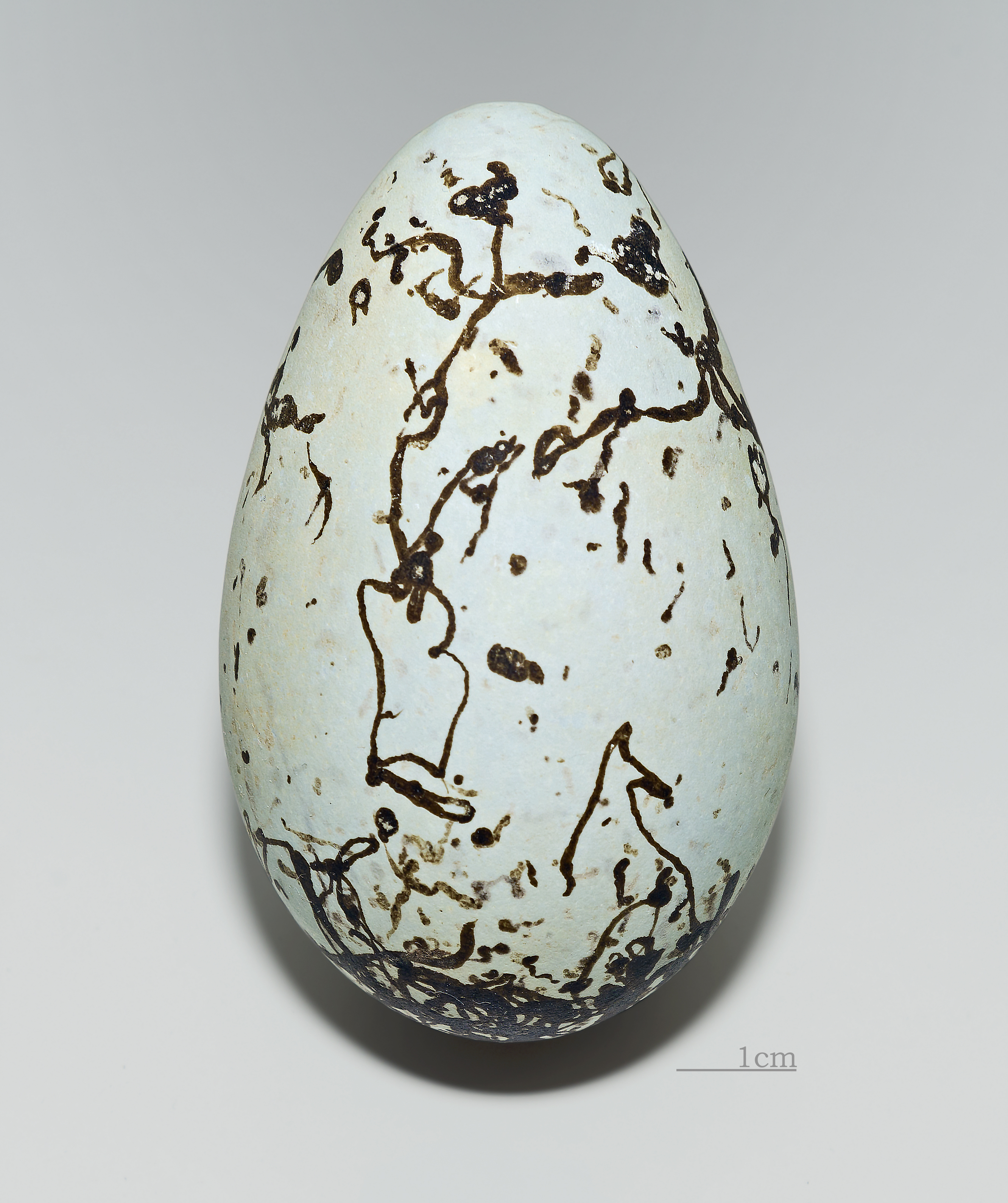
Яйцо тонкоклювой кайры

Птицы атлантической популяции откладывают яйца между маем и июлем, у тихоокеанских особей это происходит с марта по июль. Яйца варьируют в окраске и узоре, что помогает родительским птицам их различать. Обычными окрасками бывает белый, зелёный, голубоватый или серый цвет с точками или мазками чёрного или лилового цвета. Родители насиживают яйцо от 28 до 34 дней, меняясь каждые 12 часов. Когда птенцы достигают трёхнедельного возраста, они прыгают с утёсов, хотя ещё не умеют летать. Упав вниз до 40 м на каменистый пляж, большинство из них не разбивается, так как их предохраняет слой жира, который создался за предыдущие недели. После этого они отправляются в море вместе с родителями. При этом за детёнышей отвечает отец, пока те не станут самостоятельными. Путь к местам зимовки детёныши преодолевают вплавь вместе с отцами. Эти места нередко расположены в более чем 1000 км от ареалов гнездования. Матери прилетают к местам зимовки позже и присоединяются к семье.
Находясь в колониях, тонкоклювые кайры очень громки. Крики, которые они издают, звучат примерно как «ква-ква-ква», переходя в нечто подобное рёву. Тонкоклювые кайры могут жить более 30 лет. Учёным попадались особи, достигшие почти 43 лет. Как правило, эти птицы не начинают гнездиться до достижения возраста пяти лет. Также тонкоклювые кайры часто гнездятся рядом с большими бакланами. Предполагается, что они таким образом лучше защищаются от хищников.

## Угрозы
Тонкоклювым кайрам, особенно зимой, грозит опасность при нырянии за рыбой запутаться в рыболовецких сетях и утонуть. В 2002 году в Балтийском море от сетей погибло около 29,2 % помеченных тонкоклювых кайр.

## Охрана
В Шотландии организованы заказники, в которых тонкоклювая кайра включена в список охраняемых видов:
- Остров Носс, 30 619 пар, 1,4 % популяции Восточной Атлантики (1996 год)[3].
- Мыс Самборо-Хед[4].
- Остров Фула, 25 125 пар, 1,1 % популяции Восточной Атлантики (1987 год)[5].